# Dmitrij Sergejev
Dmitrij Sergejev (rusky Дмитрий Сергеев), (* 22. prosinec 1968 Perm, Sovětský svaz) je bývalý reprezentant Ruska v judu. Je majitelem bronzové olympijské medaile.

## Sportovní kariéra
Do reprezentačního áčka se dostal až s rozpadem Sovětského svazu a jeden olympijský cyklus si udržel pozici reprezentačního lídra. V jeho stylu byly silně patrné sambo prvky, ale neuchyloval se pouze k sambistické klasice. Uměl do soubojů zapojovat i nohy (aši-waza), které jeho stylu dávalo judovost. Jeho největším rivalem byl Polák Paweł Nastula. Rok 1995 byl v polotěžké váze čistě v jejich režii.
Judo trénoval v Rjazani a v roce 1992 byl vybrán jako hlavní adept k účasti na olympijských hrách v Barceloně. Rusko po rozpadu Sovětského svazu (konec roku 1991) se nestihlo stát členem MOV a bylo nuceno spolupracovat se svými bývalými republikami v rámci SNS. Největším soupeřem v nominaci pro něj byl Čeljabinský Givi Gaurgašvili, kterého v předolympijským testem porazil. Právě tyto předolympijské testy vzaly skoro všem nominovaným mnoho sil a jejich vystoupení na hrách nebylo ideální. Ke všemu pro řadu z nich to byla prakticky premiéra na velké akci. Sergejev v turnaji první zápas proti Lotyši Vojnovovi vyhrál na šido, ale ve druhém kole nestačil na Maďara Kováče. Maďar ho svým postupem do čtvrtfinále vytáhl do oprav, kde se uvolnil a přes obhájce zlata Brazilce Miguela a silného Japonce Kaie dostal do boje o třetí místo. Tehdy se poprvé utkal o medaili s Polákem Nastulou a na konci zápasu slavil vítězství po kombinaci te-guruma a o-uči-gari. Získal bronzovou medaili.
Při své druhé účasti na olympijských hrách v Atlantě patřil k vážným kandidátům na medaili. Prožil však malé deja-vu. Ve druhém kole prohrál s Jihokorejcem Kim Min-su na wazari technikou kosoto-gake. V opravách se mu však nedařilo. Takticky ho vypenalizoval Nizozemec Ben Sonnemans. Tímto nezdarem skončila i jeho pozice reprezentačního lídra. V novém olympijském cyklu dostal příležitost Jurij Sťopkin.
Sportovní kariéru ukončil na přelomu tisíciletí. Společně se svojí manželkou vedou judistickou školu.

## Výsledky
| Turnaj             | Sovětský svaz | Sovětský svaz | Sovětský svaz | Sovětský svaz | Rusko | Rusko | Rusko | Rusko | Rusko |
| Turnaj             | 1988          | 1989          | 1990          | 1991          | 1992  | 1993  | 1994  | 1995  | 1996  |
| ------------------ | ------------- | ------------- | ------------- | ------------- | ----- | ----- | ----- | ----- | ----- |
| Olympijské hry     | dns           | -             | -             | -             | 3.    | -     | -     | -     | úč.   |
| Mistrovství světa  | -             | dns           | -             | dns           | -     | 5.    | -     | 2.    | -     |
| Mistrovství Evropy | dns           | dns           | dns           | dns           | 2.    | úč.   | 3.    | 2.    | 3.    |
| ME juniorů         | 3.            | -             | -             | -             | -     | -     | -     | -     | -     |